# Конкакафов Златни куп у фудбалу за жене 2000.
Конкакафов Златни куп у фудбалу за жене 2000. је било пето издање женског фудбалског турнира Конкакафа, међународног женског фудбалског турнира за нације Северне Америке, Централне Америке и Кариба у организацији Конкакафа. Гости су били Бразил и Кина ПР.

## Земље учеснице
Учествовало је шест националних фудбалских репрезентација повезаних са Конкакафом, плус две позване нације, подељене у две групе:
| Екипе учеснице    | Екипе учеснице   | Екипе учеснице | Екипе учеснице | Екипе учеснице |
| ----------------- | ---------------- | -------------- | -------------- | -------------- |
| Бразил            | Сједињене Државе | Канада         | Кина           |                |
| Тринидад и Тобаго | Мексико          | Костарика      | Гватемала      |                |

### Прва рунда

#### Група А
| Екипа             | Бод | Ута | Поб | Нер | Изг | ГД | ГП | ГР  |
| ----------------- | --- | --- | --- | --- | --- | -- | -- | --- |
| Сједињене Државе  | 7   | 3   | 2   | 1   | 0   | 19 | 0  | +19 |
| Бразил            | 7   | 3   | 2   | 1   | 0   | 19 | 0  | +19 |
| Костарика         | 1   | 3   | 0   | 1   | 2   | 2  | 18 | −16 |
| Тринидад и Тобаго | 1   | 3   | 0   | 1   | 2   | 2  | 24 | −22 |

| Бразил                                                                                         | 8 : 0 | Костарика |
| ---------------------------------------------------------------------------------------------- | ----- | --------- |
| Росели 5’, 59’ · Формига 7’, 35’ · Катја 52’ · Моника 64’ · Сиси 79’ · Андреа дос Сантос 90+2’ |       |           |

| Сједињене Државе | 11 : 0 | Тринидад и Тобаго |
| --- | ------ | ----------------- |
| Синди Парлоу 4’, 52’, 73’ · лори Фер 22’, 23’ · Тифени Милбрет 34’ · миа Хам 48’, 68’ · Шенон Мекмилан 62’ · сара Вален 80’, 89’ |        |                   |

| Бразил | 11 : 0 | Тринидад и Тобаго |
| --- | ------ | ----------------- |
| Катја 8’, 24’, 45’, 55’, 66’, 90’ · росели 17’, 18’ · Данијела Алвес Лима 30’ · Сидиња 39’ (пен.) · Моника 60’ |        |                   |

| Костарика | 0 : 8 | Сједињене Државе                                                                                         |
| --------- | ----- | --- |
|           |       | Ники Серленга 11’, 53’, 64’ · Шенон Мекмилан 12’ · Сусан Буш 22’ · Кристи Велш 47’, 81’ · Сара Вален 83’ |

| Тринидад и Тобаго                          | 2 : 2 | Костарика                                     |
| ------------------------------------------ | ----- | --------------------------------------------- |
| Делиа Де Силва 28’ · Натали Дес Вигнес 57’ |       | Ксиомара Брисено 83’ · Хакелине Алварез 90+2’ |

| Сједињене Државе | 0 : 0 | Бразил |
| ---------------- | ----- | ------ |
|                  |       |        |

#### Група Б
| Екипа     | Бод | Ута | Поб | Нер | Изг | ГД | ГП | ГР  |
| --------- | --- | --- | --- | --- | --- | -- | -- | --- |
| Кина      | 9   | 3   | 3   | 0   | 0   | 20 | 2  | +18 |
| Канада    | 6   | 3   | 2   | 0   | 1   | 18 | 6  | +12 |
| Мексико   | 3   | 3   | 1   | 0   | 2   | 10 | 7  | +3  |
| Гватемала | 0   | 3   | 0   | 0   | 3   | 0  | 33 | −33 |

| Кина | 14 : 0 | Гватемала |
| --- | ------ | --------- |
| Ђин Јан 21’, 26’ · Џанг Оујинг 31’, 41’, 48’, 79’ · Ванг Липинг 33’ · Џао Лихонг 40’ · Пан Лина 43’ · Пу Веј 44’ · Љу Алјинг 47’ · Шуи Ћингсја 64’, 77’, 88’ |        |           |

| Канада                                                      | 4 : 3 | Мексико                                   |
| ----------------------------------------------------------- | ----- | ----------------------------------------- |
| Кристин Синклер 49’, 76’ · Еми Валш 71’ · Чармејн Хупер 87’ |       | Марибел Домингез 40’, 75’ · Ирис Мора 82’ |

| Гватемала | 0 : 7 | Мексико                                                           |
| --------- | ----- | ----------------------------------------------------------------- |
|           |       | Марибел Домингез 10’, 68’, 90+2’ · Ирис Мора 47’, 66’, 87’, 90+4’ |

| Кина                              | 3 : 2 | Канада                        |
| --------------------------------- | ----- | ----------------------------- |
| Пан Лина 6’ · Џанг Оујинг 9’, 36’ |       | Чармејн Хупер 31’, 50’ (пен.) |

| Канада | 12 : 0 | Гватемала |
| --- | ------ | --------- |
| Кристин Синклер 9’, 73’, 76’ · Кристин Лејтам 13’, 55’ (пен.), 81’ · Андреа Нил 28’ (пен.) · Тања Френк 39’ · Еми Валш 61’ · Чармејн Хупер 71’, 76’ · Кристина Киш 84’ |        |           |

| Мексико | 0 : 3 | Кина                                             |
| ------- | ----- | ------------------------------------------------ |
|         |       | Ђин Јан 26’ · Пан Лина 86’ · Ирис Мора 88’ (аг.) |

### Нокаут фаза

#### Мрежа
|  | Полуфинале       | Полуфинале       |             |   | Финале | Финале |
|  |                  |                  |             |   |        |        |
|  | 1. јул           |                  |             |   |        |        |
|  |                  |                  |             |   |        |        |
|  | Сједињене Државе | 4                |             |   |        |        |
|  | Сједињене Државе | 4                | 3. јул      |   |        |        |
|  | Канада           | 1                |             |   |        |        |
|  | Канада           | 1                | Бразил      | 0 |        |        |
|  | 1. јул           |                  | Бразил      | 0 |        |        |
|  |                  | Сједињене Државе | 1           |   |        |        |
|  | Кина             | Сједињене Државе | 1           | 2 |        |        |
|  | Кина             |                  |             | 2 |        |        |
|  | Бразил           | 3                |             |   |        |        |
|  | Бразил           | 3                | Треће место |   |        |        |
|  |                  |                  |             |   |        |        |
|  | 3. јул           |                  |             |   |        |        |
|  |                  |                  |             |   |        |        |
|  | Кина             | 2                |             |   |        |        |
|  | Кина             | 2                |             |   |        |        |
|  | Канада           | 1                |             |   |        |        |

#### Полуфинале
| Сједињене Државе                                           | 4 : 1 | Канада                   |
| ---------------------------------------------------------- | ----- | ------------------------ |
| Шанон Мекмилан 12’, 38’ · Тифени Милбрет 45’ · Миа Хам 65’ |       | Чермејн Хупер 58’ (пен.) |

| Кина                          | 2 : 3 (п. с. н.) | Бразил                                      |
| ----------------------------- | ---------------- | ------------------------------------------- |
| Шуи Ћинсја 9’ · Ћиу Хајан 75’ |                  | Катја 11’ · Росели 60’ · Сидиња 107’ (пен.) |

#### Утакмица за треће место
| Кина                        | 2 : 1 | Канада                   |
| --------------------------- | ----- | ------------------------ |
| Ђин Јан 42’ · Ћу Хајан] 73’ |       | Чермејн Хупер 59’ (пен.) |

#### Финале
| Бразил | 0 : 1 | Сједињене Државе   |
| ------ | ----- | ------------------ |
|        |       | Тифени Милбрет 44’ |

## Голгетерке
Укупно је постигнуто  104 голова у 16 утакмица, с просеком од 6.5 гола по утакмици.
8 голова
- Катја

7 голова
- Чармејн Хупер

6 голова
- Џанг Оујинг